# Grupo prostético
Un grupo prostético es el componente no aminoacídico que forma parte de la estructura de las heteroproteínas o proteínas conjugadas.

No debe confundirse con el cofactor que se une a la apoenzima de las enzimas (ya sea una holoproteína o heteroproteína) por enlace no covalente.

## Algunos grupos prostéticos
| Grupo prostético           | Función                                         | Distribución                    |
| Flavín mononucleótido      | Reacciones redox                                | Bacterias, Archaea y eucariotas |
| Flavín adenín dinucleótido | Reacciones redox                                | Bacterias, Archaea y eucariotas |
| Pirroloquinolina quinona   | Reacciones Redox                                | Bacterias                       |
| Fosfato de piridoxal       | Transaminación, descarboxilación y desaminación | Bacterias, Archaea y eucariotas |
| Biotina                    | Carboxilación                                   | Bacterias, Archaea y eucariotas |
| Metilcobalamina            | Metilación e isomerización                      | Bacterias, Archaea y eucariotas |
| Pirofosfato de tiamina     | Descarboxilación                                | Bacterias, Archaea y eucariotas |
| Hemo                       | Reacciones redox                                | Bacterias, Archaea y eucariotas |
| Molibdopterina             | Reacciones de oxigenación                       | Bacterias, Archaea y eucariotas |
| Ácido lipoico              | Reacciones redox                                | Bacterias, Archaea y eucariotas |